# José Ángel Vidal
Pour les articles homonymes, voir Vidal.
José Ángel Vidal Martínez, né le 28 octobre 1969 à Padrón, est un coureur cycliste et directeur sportif espagnol. Coureur professionnel de 1992 à 2004, il n'a pas remporté de course durant cette période. Il a participé à huit Tours de France consécutifs, dont celui de 2000 qui a vu la victoire de son équipe, la Kelme, au classement par équipes. Il a également été coéquipier de Roberto Heras lors de sa victoire sur le Tour d'Espagne 2000. Depuis 2007, il est directeur sportif de l'équipe Xacobeo Galicia.

## Palmarès
- 1987
  - 3e de la Vuelta al Besaya
- 1991
  - 2e de la Volta da Ascension

## Résultats sur les grands tours

### Tour de France
8 participations
- 1995 : 93e
- 1996 : 109e
- 1997 : 77e
- 1998 : retrait de l'équipe Kelme à la 18e étape
- 1999 : 101e
- 2000 : 50e
- 2001 : 86e
- 2002 : 134e

### Tour d'Espagne
5 participations
- 1993 : 81e
- 1995 : 77e
- 1999 : abandon
- 2000 : 93e
- 2001 : 115e

### Tour d'Italie
3 participations
- 1994 : abandon
- 1996 : 85e
- 1997 : 78e